# Sarah Bacon
Pour les articles homonymes, voir Bacon.
Sarah Bacon, née le 20 septembre 1996 à Indianapolis, est une plongeuse américaine. Elle est vice-championne du monde de plongeon à 1 m en 2019.

## Carrière
Sarah Bacon débute le plongeon en 2004, à l'âge de 8 ans. À la fin du lycée, elle hésite à continuer le plongeon mais poussée par ses parents, elle rejoint l'équipe de plongeon de l'Université du Minnesota dirigée par Wenbo Chen,.
Au cours de sa carrière étudiante, elle remporte deux fois le championnat du National Collegiate Athletic Association ainsi que deux titres nationaux en plongeon.
En remportant l'argent au plongeon à 1 m lors des Championnats du monde de natation 2019, elle devient la première athlète américaine médaillée dans cette discipline depuis 14 ans. Le plongeon à 1 m n'étant pas une discipline olympique, elle décide cette année-là de se concentrer sur le plongeon à 3 m pour tenter de se qualifier pour les Jeux olympiques d'été de 2020.
Elle remporte aux Jeux olympiques de 2024 à Paris la médaille d'argent en tremplin à 3 mètres synchronisé avec Kassidy Cook.